# Сухочев, Александр Николаевич
Александр Николаевич Сухочев (15 февраля 1956 — 5 декабря 2007) — российский режиссёр театра и кино, художник-график.

## Биография
Александр Сухочев родился 15 февраля 1956 года в Ленинграде. В молодости работал художником-графиком. После окончания в 1990 году режиссёрского отделения Ленинградского государственного института театрального мастерства и культуры (мастерская А. А. Музиля) работал в Таллинском драматическом театре, где в качестве режиссёра поставил два спектакля.
С начала 1990-х годов работал на киностудии «Ленфильм», сначала режиссёром-стажёром у Юрия Мамина и Виктора Аристова в фильме «Дожди в океане». В течение более чем трёх лет снимал свою дебютную режиссёрскую работу «Принципиальный и жалостливый взгляд», в силу экономических обстоятельств едва не ставшую последней лентой студии. Режиссёр и картина получили самые противоположные отзывы критиков, но, несмотря на это, были удостоены нескольких кинематографических наград.
Трагически погиб в 2007 году. На момент смерти его гражданская жена (Елена Борисова) была беременна, отцовство установлено в судебном порядке. Похоронен в Санкт-Петербурге на Южном кладбище.

## Фильмография
- 1996 — Принципиальный и жалостливый взгляд

## Отзывы о творчестве
Российский кинокритик Михаил Трофименков полагает, что в картине «Принципиальный и жалостливый взгляд» режиссёр подчинил своей авторской воле потенциал таких индивидуальностей, как Рената Литвинова, Наталия Коляканова и Татьяна Окуневская. Кроме того, «по пластике этот фильм принадлежит к „поэтической“ линии, зачарованной живописной красотой мира даже в её тлении и распаде. По интонации — к авербаховской традиции „ленинградской школы“, культивирующей печальные, предсмертные мотивы».
Дмитрий Савельев — автор и редактор нескольких киноведческих журналов, даёт более негативную оценку творчеству А. Сухочева. Он считает, что режиссура «Принципиального и жалостливого взгляда» тяжеловестна по причине нескольких обстоятельств. Главную злую шутку сыграл синдром первого фильма: «автор с усердием неофита доказывает своё право на профессию. Это усердие ощущаешь физически. Каждый кадр выстроен с въедливой дотошностью, но от изобразительной опрятности тянет холодом и несвободой. <…> Режиссёр пытается сделать мне красиво и больно одновременно, эстетизируя одиночество, боль и отчаяние».